# Bilca (monument al naturii)
Bilca (în ucraineană Білка, în română Veverița) este un monument al naturii de tip botanic de importanță locală din raionul Storojineț, regiunea Cernăuți (Ucraina), situată la nord de satul Panca. Este administrată de „Silvicultura Storojineț”.
Suprafața ariei protejate constituie 6 hectare, fiind creată în anul 1981 prin decizia comitetului executiv regional. Teritoriul monumentului natural include o parte din brazii și pajiștile din valea râului Bilca (afluent al Siretului). În arie cresc specii de floră ca Fritillaria meleagris, brândușă de munte, Lycopodium selago, leurdă, lușcă și altele. În total, mai mult de 20 de specii de plante enumerate în Cartea Roșie a Ucrainei.